# Choiroblemma
Genre
Choiroblemma est un genre d'araignées aranéomorphes de la famille des Tetrablemmidae.

## Distribution
Les espèces de ce genre se rencontrent en Inde au Bengale-Occidental et en Chine au Tibet,.

## Liste des espèces
Selon World Spider Catalog (version 25.5, 09/01/2025) :
- Choiroblemma bengalense Bourne, 1980
- Choiroblemma metok Zhou, Zhang & Tong, 2024
- Choiroblemma rhinoxunum Bourne, 1980

## Systématique et taxinomie
Ce genre a été décrit par Bourne en 1980 dans les Tetrablemmidae.

## Publication originale
- Bourne, 1980 : « New armored spiders of the family Tetrablemmidae from New Ireland and northern India (Araneae). » Revue suisse de zoologie, vol. 87, p. 301-317 (texte intégral).